# Phymaturus maulense
Phymaturus maulense — вид ігуаноподібних ящірок родини Liolaemidae. Ендемік Чилі.

## Поширення і екологія
Phymaturus maulense відомі з типової місцевості, розташованої в районі геолоічної формації Енладрільядо на території національного заповідника Альтос-де-Ліркай в регіоні Мауле. Вони живуть серед скельних виступів, на висоті від 1980 до 2195 м над рівнем моря. 